# Moller Skycar
El Skycar es un vehículo volador creado por el inventor Paul Moller. Dispone de elementos de un avión. Está preparado para transportar a 4 pasajeros y despegar y aterrizar de forma vertical, es lo suficientemente pequeño para conducirlo por la calle, vuela a una velocidad máxima de 600 km/h. Las pruebas de los primeros protótipos fueron realizadas con éxito en el 2002, por lo tanto, ya se preparan y se hacen subastas para poner en venta Skycars a precio de 2 millones de dólares, también se ha demostrado que puede ser más económico y práctico que un helicóptero.

## Propiedades del Skycar
Tiene 8 potentes motores y turbinas que al abrirse giran los gases de propulsión hacia al suelo para elevarse y dar velocidad. No necesita pista para despegar gracias al despegue vertical: necesita una plaza de unos 10 m de diámetro. Está hecho de material resistente, fuerte, con sistemas de computadores, GPS y de seguridad (airbags, paracaídas...)